# 88式狙擊步槍
88式狙擊步槍（QBU-88）是由中国北方工业公司研製的狙擊步槍，為目前中國人民解放軍的制式狙擊步槍之一。

## 設計
88式是中華人民共和國自主開發的狙擊步槍，以西方標準歸類為特等射手步槍（Designated Marksman Rifle; DMR），結構為短行程氣動式活塞運作。該槍的出現是為了取代由在中越戰爭中從越南人民軍繳獲的SVD狙擊步槍所仿製而成的79式／85式狙擊步槍。
88式全重4.2公斤，全長920毫米，瞄准基綫長394毫米，10發彈匣，装配的白光瞄準鏡重650克，最大放大倍率9倍。

## 採用
由于88式使用的子弹口径小，且早期无专业狙击弹加上制作工艺不高，综合性能甚至比起其取代对象79式／85式（仿制版SVD狙击步枪）还要差。
在2010年南京警方的一次人質營救行动中，使用該槍的公安特警狙擊手誤擊中人質的頭部（該人質最終生還），因而形成了此槍精度不高的刻板印象，甚至還被部份中國大陸軍迷戲稱為“88式反人質霰彈槍”。
即使有著諸多缺陷，88式至今仍繼續作為解放軍、武警和公安特警等部隊中的制式狙擊步槍。目前該槍逐漸被各方面都更加優秀的QBU-191精准射手步槍取代。
中国北方工业公司同時研製的97式狙擊步槍為出口市場而生產的改進型，口徑改為了北約制式的5.56×45毫米並調整了內部結構。

## 衍生型
88式的衍生型包括：
- 88式狙擊步槍－標準型
  - 97式狙擊步槍－出口型

## 使用國
- 柬埔寨：採用外銷版97式。
- 中华人民共和国
  - 中國人民解放軍
  - 中國人民武裝警察部隊
  - 公安特警單位
- 緬甸：採用外銷版97式。

## 流行文化
88式狙击步枪曾在多个以中国人民解放军为主要角色的电影／电视剧／电子游戏中大量出现。

### 电视剧
- 2006年—《士兵突击》
- 2010年—《我是特种兵》
- 2012年—《我是特种兵之利刃出鞘》
- 2013年—《特种兵之火凤凰》

### 电影
- 2015年—《战狼》：配備狙擊鏡，由中國人民解放軍所使用，其中冷锋（吳京飾演）在开场捣破制毒工场任务中三枪击穿水泥墙爆头击杀武吉。
- 2018年—《摩天大樓》：配備狙擊鏡，奇怪地由香港警務處特別任務連狙擊手所使用。

### 电子游戏
- 2005年—：配備狙擊鏡，以中国人民解放军狙击手默认武器之姿出现。
- 2008年—
- 2010年—
- 2011年—：命名為“QBU-88”，聯機模式中作為解鎖武器出現，歸類為精確射手步槍，預設配備機械瞄具。
- 2012年—《战争前线》：命名為“QBU-88”，去除了枪管上的双脚架而改为在前护木下方加装皮卡汀尼导轨以加装双脚架配件，以10發彈匣供彈。為狙擊手專用武器，同时亦在生存模式中由黑木帝国狙击手所使用。Point限時／K點永久出售，可以改装枪口配件（通用消音器、狙击枪消音器、狙击枪制退器）、战术导轨配件（狙击枪双脚架、特殊狙击枪双脚架）以及瞄准镜（狙击枪5.5x瞄准镜、狙击枪4.5x中程瞄准镜、狙击枪4x短程瞄准镜、狙击槍5x快速瞄准镜）。
- 2013年—：命名為“QBU-88”，聯機模式中作為解鎖武器出現，歸類為精確射手步槍，預設配備機械瞄具。單人模式中則能夠於解鎖後由主角丹尼爾·雷克所使用。
- 2013年—《3》：命名为“CMR-76 6.5mm”。
- 2015年—《戰術小隊》：由中國人民解放軍所使用。
- 2016年—《戰地之王》
- 2017年—《荒野行動》
- 2018年—《絕地求生》：使用5.56毫米子彈。
- 2019年—《少女前線》
- 2021年—《蔚藍檔案》：春原旬的固有武器「愛之鞭」原型。
- 2024年—《暗区突围》：游戏中可选20/10发弹匣供弹，可安装消焰器，消音器。还可安装皮卡汀尼导轨